# Conjunto de Nikodym
En matemáticas, un conjunto de Nikodym es un conjunto N del cuadrado unidad S del plano euclídeo tal que
- la medida de Lebesgue de N es 1 y
- para cada punto x de N, existe una recta cuya intersección con N es únicamente x.

La existencia de tal conjunto fue probada por primera vez por Nikodym en 1927. Los conjuntos de Nikodym están estrechamente relacionados con los conjuntos de Kakeya (también conocidos como conjuntos de Besicovitch).